# Lactarius tithymalinus
Lactarius tithymalinus är en svampart som först beskrevs av Giovanni Antonio Scopoli, och fick sitt nu gällande namn av Elias Fries 1838. Lactarius tithymalinus ingår i släktet riskor och familjen kremlor och riskor.   Inga underarter finns listade i Catalogue of Life.